# NGC 6324
NGC 6324 (również PGC 59583 lub UGC 10725) – galaktyka spiralna (Sbc), znajdująca się w gwiazdozbiorze Małej Niedźwiedzicy. Odkrył ją William Herschel 12 grudnia 1797 roku.
W galaktyce tej zaobserwowano supernową SN 2002ej.